# Toyota/Save Mart 350
La Toyota/Save Mart 350 è una gara automobilistica di stock car appartenente alle NASCAR Cup Series che si tiene presso il Sonoma Raceway di Sonoma, in California (Stati Uniti).
La gara è stata inserita per la prima volta nel calendario delle Cup Series nel 1989 e, a differenza della gran parte degli altri circuiti, si corre su un circuito tradizionale (un road circuit, nel gergo statunitense). Ogni anno vi è un dibattito acceso tra appassionati, giornalisti e gli stessi partecipanti alla corsa sul bisogno o meno di questa gara, accusata di allontanarsi dallo spirito originario delle Cup Series.
In occasione della disputa di questa gara, alcune squadre assumono dei piloti ad hoc (detti road course ringers), più esperti nei circuiti di questo tipo rispetto a quelli più abituati ai circuiti ovali (dove tradizionalmente si corrono le gare delle Cup Series)
Il trofeo che viene consegnato al vincitore ha la forma di un bicchiere di vino: un richiamo all'industria vinicola della regione dove ha sede il circuito.

## Storia
Tra il 1989 e il 1997 le Cup Series hanno utilizzato l'intero circuito di Sonoma su una lunghezza di 2,52 miglia, con l'organizzazione della pista che procedeva alla modifica di qualche curva per adattare la pista alle caratteristiche delle Cup cars.
Nel 1998 il circuito delle Cup Series viene modificato, tagliando completamente le curve 5 e 6 e portando il giro ad una lunghezza di 1,95 miglia. Successivamente, nel 2019 e nel 2021 (nel 2020 la gara non si è svolta per via della pandemia di COVID-19), si è ripristinato il tracciato intero, per poi ritornare nel 2022 a disputare la gara sul circuito da 1,95 miglia.
Fin dalla prima edizione del 1989 la pit lane poteva accogliere soltanto 34 pit stall, costringendo una parte delle squadre a vedersi relegate in quello che aveva preso il nome di Gilligan's Island: una pit lane alternativa ricavata s in prossimità della curva 11. Lo svantaggio era notevole, dato che i team relegati in questa ubicazione (a cui venivano assegnate le sette auto con il peggio tempo nelle qualifiche) non avevano alcun collegamento con i loro centri logistici nei pressi della pista. Inoltre le auto che si fermavano in questa pit lane venivano fermate per 15/20 secondi, allo scopo di rendere la loro fermata ai box più o meno simile a quella degli altri piloti nella pit lane principale. I lavori che hanno ristrutturato l'intero impianto nel 2002 hanno fatto allargato la pit lane consentendo la costruzione di nuovi pit stalls.

## Albo d'oro
| Anno                      | Data                                             | N°                                               | Pilota                                           | Scuderia                                         | Produttore                                       | Distanza                                         | Distanza                                         | Tempo                                            | Media                                            | Resoconto                                        |
| Anno                      | Data                                             | N°                                               | Pilota                                           | Scuderia                                         | Produttore                                       | Giri                                             | Miglia                                           | Tempo                                            | Media                                            | Resoconto                                        |
| Tracciato di 2.52 miglia  | Tracciato di 2.52 miglia                         | Tracciato di 2.52 miglia                         | Tracciato di 2.52 miglia                         | Tracciato di 2.52 miglia                         | Tracciato di 2.52 miglia                         | Tracciato di 2.52 miglia                         | Tracciato di 2.52 miglia                         | Tracciato di 2.52 miglia                         | Tracciato di 2.52 miglia                         | Tracciato di 2.52 miglia                         |
| ------------------------- | ------------------------------------------------ | ------------------------------------------------ | ------------------------------------------------ | ------------------------------------------------ | ------------------------------------------------ | ------------------------------------------------ | ------------------------------------------------ | ------------------------------------------------ | ------------------------------------------------ | ------------------------------------------------ |
| 1989                      | 11 giugno                                        | 26                                               | Ricky Rudd                                       | King Racing                                      | Buick                                            | 74                                               | 186.4                                            | 2:27:03                                          | 76.088                                           | Resoconto                                        |
| 1990                      | 10 giugno                                        | 27                                               | Rusty Wallace                                    | Blue Max Racing                                  | Pontiac                                          | 74                                               | 186.4                                            | 2:41:35                                          | 69.245                                           | Resoconto                                        |
| 1991                      | 9 giugno                                         | 28                                               | Davey Allison                                    | Robert Yates Racing                              | Ford                                             | 74                                               | 186.4                                            | 2:33:20                                          | 72.97                                            | Resoconto                                        |
| 1992                      | 7 giugno                                         | 4                                                | Ernie Irvan                                      | Morgan-McClure Motorsports                       | Chevrolet                                        | 74                                               | 186.4                                            | 2:17:26                                          | 81.413                                           | Resoconto                                        |
| 1993                      | 16 maggio                                        | 15                                               | Geoffrey Bodine                                  | Bud Moore Engineering                            | Ford                                             | 74                                               | 186.4                                            | 2:25:17                                          | 77.013                                           | Resoconto                                        |
| 1994                      | 15 maggio                                        | 28                                               | Ernie Irvan                                      | Robert Yates Racing                              | Ford                                             | 74                                               | 186.4                                            | 2:24:27                                          | 77.458                                           | Resoconto                                        |
| 1995                      | 7 maggio                                         | 3                                                | Dale Earnhardt                                   | Richard Childress Racing                         | Chevrolet                                        | 74                                               | 186.4                                            | 2:38:18                                          | 70.681                                           | Resoconto                                        |
| 1996                      | 5 maggio                                         | 2                                                | Rusty Wallace                                    | Penske Racing                                    | Ford                                             | 74                                               | 186.4                                            | 2:24:03                                          | 77.673                                           | Resoconto                                        |
| 1997                      | 5 maggio                                         | 6                                                | Mark Martin                                      | Roush Racing                                     | Ford                                             | 74                                               | 186.4                                            | 2:27:38                                          | 75.788                                           | Resoconto                                        |
| Tracciato di 1.949 miglia |                                                  |                                                  |                                                  |                                                  |                                                  |                                                  |                                                  |                                                  |                                                  |                                                  |
| 1998                      | 28 giugno                                        | 24                                               | Jeff Gordon                                      | Hendrick Motorsports                             | Chevrolet                                        | 112                                              | 218.2                                            | 3:00:56                                          | 72.387                                           | Resoconto                                        |
| 1999                      | 27 giugno                                        | 24                                               | Jeff Gordon                                      | Hendrick Motorsports                             | Chevrolet                                        | 112                                              | 218.2                                            | 3:06:06                                          | 70.378                                           | Resoconto                                        |
| Tracciato di 1.99 miglia  |                                                  |                                                  |                                                  |                                                  |                                                  |                                                  |                                                  |                                                  |                                                  |                                                  |
| 2000                      | 25 giugno                                        | 24                                               | Jeff Gordon                                      | Hendrick Motorsports                             | Chevrolet                                        | 112                                              | 218.2                                            | 2:46:14                                          | 78.789                                           | Resoconto                                        |
| Tracciato di 2 miglia     |                                                  |                                                  |                                                  |                                                  |                                                  |                                                  |                                                  |                                                  |                                                  |                                                  |
| 2001                      | 24 giugno                                        | 20                                               | Tony Stewart                                     | Joe Gibbs Racing                                 | Pontiac                                          | 112                                              | 218.2                                            | 2:57:06                                          | 75.889                                           | Resoconto                                        |
| Tracciato di 1.99 miglia  |                                                  |                                                  |                                                  |                                                  |                                                  |                                                  |                                                  |                                                  |                                                  |                                                  |
| 2002                      | 23 giugno                                        | 28                                               | Ricky Rudd                                       | Robert Yates Racing                              | Ford                                             | 110                                              | 218.2                                            | 2:42:08                                          | 81.007                                           | Resoconto                                        |
| 2003                      | 22 giugno                                        | 31                                               | Robby Gordon                                     | Richard Childress Racing                         | Chevrolet                                        | 110                                              | 218.2                                            | 2:57:55                                          | 73.821                                           | Resoconto                                        |
| 2004                      | 27 giugno                                        | 24                                               | Jeff Gordon                                      | Hendrick Motorsports                             | Chevrolet                                        | 110                                              | 218.2                                            | 2:49:34                                          | 77.456                                           | Resoconto                                        |
| 2005                      | 26 giugno                                        | 20                                               | Tony Stewart                                     | Joe Gibbs Racing                                 | Chevrolet                                        | 110                                              | 218.2                                            | 3:00:18                                          | 72.845                                           | Resoconto                                        |
| 2006                      | 25 giugno                                        | 24                                               | Jeff Gordon                                      | Hendrick Motorsports                             | Chevrolet                                        | 110                                              | 218.2                                            | 2:57:36                                          | 73.953                                           | Resoconto                                        |
| 2007                      | 24 giugno                                        | 42                                               | Juan Pablo Montoya                               | Chip Ganassi Racing                              | Dodge                                            | 110                                              | 218.2                                            | 2:56:11                                          | 74.547                                           | Resoconto                                        |
| 2008                      | 22 giugno                                        | 18                                               | Kyle Busch                                       | Joe Gibbs Racing                                 | Toyota                                           | 112                                              | 222.8                                            | 2:54:56                                          | 76.445                                           | Resoconto                                        |
| 2009                      | 21 giugno                                        | 9                                                | Kasey Kahne                                      | Richard Petty Motorsports                        | Dodge                                            | 113                                              | 224.8                                            | 3:10:00                                          | 71.012                                           | Resoconto                                        |
| 2010                      | 20 giugno                                        | 48                                               | Jimmie Johnson                                   | Hendrick Motorsports                             | Chevrolet                                        | 110                                              | 218.2                                            | 2:56:38                                          | 74.357                                           | Resoconto                                        |
| 2011                      | 26 giugno                                        | 22                                               | Kurt Busch                                       | Penske Racing                                    | Dodge                                            | 110                                              | 218.2                                            | 2:54:10                                          | 75.411                                           | Resoconto                                        |
| 2012                      | 24 giugno                                        | 15                                               | Clint Bowyer                                     | Michael Walltrip Racing                          | Toyota                                           | 112                                              | 222.8                                            | 2:39:55                                          | 83.624                                           | Resoconto                                        |
| 2013                      | 23 giugno                                        | 56                                               | Martin Truex Jr.                                 | Michael Walltrip Racing                          | Toyota                                           | 110                                              | 218.2                                            | 2:51:20                                          | 76.658                                           | Resoconto                                        |
| 2014                      | 22 giugno                                        | 99                                               | Carl Edwards                                     | Roush Fenway Racing                              | Ford                                             | 110                                              | 218.2                                            | 2:51:30                                          | 76.583                                           | Resoconto                                        |
| 2015                      | 28 giugno                                        | 18                                               | Kyle Busch                                       | Joe Gibbs Racing                                 | Toyota                                           | 110                                              | 218.2                                            | 2:55:39                                          | 74.774                                           | Resoconto                                        |
| 2016                      | 26 giugno                                        | 14                                               | Tony Stewart                                     | Stewart-Haas Racing                              | Chevrolet                                        | 110                                              | 218.2                                            | 2:42:13                                          | 80.966                                           | Resoconto                                        |
| 2017                      | 25 giugno                                        | 4                                                | Kevin Harvick                                    | Stewart-Haas Racing                              | Ford                                             | 110                                              | 218.2                                            | 2:46:52                                          | 78.71                                            | Resoconto                                        |
| 2018                      | 24 giugno                                        | 78                                               | Martin Truex Jr.                                 | Furniture Row Racing                             | Toyota                                           | 110                                              | 218.2                                            | 2:38:28                                          | 82.882                                           | Resoconto                                        |
| Tracciato di 2.52 miglia  |                                                  |                                                  |                                                  |                                                  |                                                  |                                                  |                                                  |                                                  |                                                  |                                                  |
| 2019                      | 23 giugno                                        | 19                                               | Martin Truex Jr.                                 | Joe Gibbs Racing                                 | Toyota                                           | 90                                               | 226.8                                            | 2:42:09                                          | 83.922                                           | Resoconto                                        |
| 2020                      | Non disputata a causa della pandemia di COVID-19 | Non disputata a causa della pandemia di COVID-19 | Non disputata a causa della pandemia di COVID-19 | Non disputata a causa della pandemia di COVID-19 | Non disputata a causa della pandemia di COVID-19 | Non disputata a causa della pandemia di COVID-19 | Non disputata a causa della pandemia di COVID-19 | Non disputata a causa della pandemia di COVID-19 | Non disputata a causa della pandemia di COVID-19 | Non disputata a causa della pandemia di COVID-19 |
| 2021                      | 6 giugno                                         | 5                                                | Kyle Larson                                      | Hendrick Motorsports                             | Chevrolet                                        | 92                                               | 231.8                                            | 3:14:42                                          | 71.445                                           | Resoconto                                        |
| Tracciato di 1.99 miglia  |                                                  |                                                  |                                                  |                                                  |                                                  |                                                  |                                                  |                                                  |                                                  |                                                  |
| 2022                      | 12 giugno                                        | 99                                               | Daniel Suárez                                    | Trackhouse Racing                                | Chevrolet                                        | 110                                              | 218.2                                            | 2:48:22                                          | 78.008                                           | Resoconto                                        |
| 2023                      | 11 giugno                                        | 19                                               | Martin Truex Jr.                                 | Joe Gibbs Racing                                 | Toyota                                           | 110                                              | 218.2                                            | 2:40:12                                          | 81.989                                           | Resoconto                                        |
| 2024                      | 9 giugno                                         | 5                                                | Kyle Larson                                      | Hendrick Motorsports                             | Chevrolet                                        | 110                                              | 218.2                                            | 2:56:14                                          | 74.526                                           | Resoconto                                        |

Fonti: 

### Piloti plurivincitori
| Vittorie | Pilota           | Edizioni                     |
| -------- | ---------------- | ---------------------------- |
| 5        | Jeff Gordon      | 1998, 1999, 2000, 2004, 2006 |
| 4        | Martin Truex Jr. | 2013, 2018, 2019, 2023       |
| 3        | Tony Stewart     | 2001, 2005, 2016             |
| 2        | Ernie Irvan      | 1992, 1994                   |
| 2        | Rusty Wallace    | 1990, 1996                   |
| 2        | Ricky Rudd       | 1989, 2002                   |
| 2        | Kyle Busch       | 2008, 2015                   |
| 2        | Kyle Larson      | 221, 2024                    |

### Team plurivincitori
| Vittorie | Team                     | Edizioni                                       |
| -------- | ------------------------ | ---------------------------------------------- |
| 8        | Hendrick Motorsports     | 1998, 1999, 2000, 2004, 2006, 2010, 2021, 2024 |
| 6        | Joe Gibbs Racing         | 2001, 2005, 2008, 2015, 2019, 2023             |
| 3        | Robert Yates Racing      | 1991, 1994, 2002                               |
| 2        | Richard Childress Racing | 1995, 2003                                     |
| 2        | Penske Racing            | 1996, 2011                                     |
| 2        | Michael Waltrip Racing   | 2012, 2013                                     |
| 2        | Roush Fenway Racing      | 1997, 2014                                     |
| 2        | Stewart-Haas Racing      | 2016, 2017                                     |

### Costruttori plurivincitori
| Vittorie | Costruttori | Edizioni                                                                           |
| -------- | ----------- | ---------------------------------------------------------------------------------- |
|          | Chevrolet   | 1992, 1995, 1998, 1999, 2000, 2003, 2004, 2005, 2006, 2010, 2016, 2021, 2022, 2024 |
|          | Ford        | 1991, 1993, 1994, 1996, 1997, 2002, 2014, 2017                                     |
|          | Toyota      | 2008, 2012, 2013, 2015, 2018, 2019, 2023                                           |
|          | Dodge       | 2007, 2009, 2011                                                                   |
|          | Pontiac     | 1990, 2001                                                                         |